# Métasilicate de lithium
Le métasilicate de lithium est un composé chimique de formule Li2SiO3. Il se présente sous la forme d'une poudre blanche fondant vers 1 201 °C et de masse volumique 2,52 g/cm3. Il cristallise dans le système orthorhombique avec le groupe d'espace Cmc21 (no 36). Ce matériau est un électrolyte potentiel pour les accumulateurs au lithium.